# Acalolepta pseudomarmorata
Acalolepta pseudomarmorata es una especie de escarabajo longicornio del género Acalolepta, tribu Monochamini, subfamilia Lamiinae. Fue descrita científicamente por Breuning en 1944.
Se distribuye por Papúa Nueva Guinea. Mide aproximadamente 24-28 milímetros de longitud.